# Beni Tamou
Beni Tamou (în arabă بني تامو) este o comună din provincia Blida, Algeria.
Populația comunei este de 36.228 de locuitori (2008).